# Ardeshir Hosseinpour
Ardeshir Hosseinpour, född 1962, död 15 januari 2007, var en iransk vetenskapsman med en doktorsexamen inom fysik från Shiraz University i Iran. Enligt det amerikanska säkerhetsbolaget Stratfor blev han dödad av den israeliska underrättelsetjänsten Mossad på grund av inblandning i Irans kärnkraftsprogram.
Enligt Fars News Agency(en) (FNA), en nyhetstjänst som drivs av Irans islamiska revolutionsgarde, så hävdas att Hosseinpour inte hade någon koppling till Irans Uranium Conversion Facility (UCF) i Isfahan, samt att hans död var en olyckshändelse där han kvävdes av en bristfällig gaskamin. Utöver detta hävdade FNA att "the Israeli intelligence agency is basically incapable of running operations inside Iran".